# Gerardus de San
Gerardus (Gerard) Xaverius de San (Brugge, 31 mei 1754 - Groningen, 9 februari 1830) was een Vlaams schilder, werkzaam in Nederland.

## Leven en werk
De San was een zoon van Petrus de San en Magdalena Hostein. Hij studeerde aan de Brugse Academie onder Jan Frans Legillon. In 1781 vertrok hij naar Italië, waar hij zijn studie vervolgde en diverse medailles won aan de academies in Rome en Parma. Hij werkte een aantal jaren in het atelier van Pompeo Batoni in Rome. In 1785 keerde hij wegens ziekte van zijn moeder naar Brugge terug. Hij werd er in 1790 directeur van de Academie. In 1783, 1784 en 1785 werd hij door de Academie van Pavia gelauwerd. 
Na het uitbreken van de Franse Revolutie werd het ook in de Zuidelijke Nederlanden onrustig. De San trok in 1795 naar Groningen, waar een broer van hem katholiek priester was. Hij werd in 1798 de eerste instituteur (directeur) van de Groningse Academie van Teken-, Bouw- en Zeevaartkunde. Door economisch ongunstige tijden, ging het al snel slechter met de Academie. De San zag af van zijn loon en nam genoegen met 'een vrije woning'. Om in zijn onderhoud te voorzien was hij vooral actief als portretschilder. Hij gaf daarnaast ook les aan het Henri Daniel Guyot Instituut in de stad. 
De San overleed in Groningen op 75-jarige leeftijd.

## Enkele werken
- 1773: Jubileumportret van de familie De San, Groeningemuseum, Brugge..
- 1796 Familieportret H.L. Wijgchel van Lellens. Eigendom van het Groninger Museum en tentoongesteld in de Menkemaborg.
- 1807/1808 schilderij voor de Augustijnenstatie in de Oude Ebbingestraat te Groningen, later verplaatst naar de St.-Augustinuskerk in Utrecht.